# Economia da Gâmbia
Gâmbia não tem recursos naturais ou minerais confirmados, e tem uma agricultura pouco desenvolvida. Aproximadamente 75% de sua população depende do cultivo da terra ou da criação de animais para subsistência. As atividades industriais principais são o processamento de amendoim, peixes e peles. O comércio de reexportação era uma atividade econômica importante, porém o aumento de fiscalização do governo a partir de 1999 e a instabilidade da moeda do país, o dalasi, fez com que esta atividade sofresse redução.
As belezas naturais do país e a proximidade com a Europa tornaram-no um destino turístico importante. Sua economia era a 194a do mundo em 2007.